# Ranunculus megaphyllus
Ranunculus megaphyllus är en ranunkelväxtart som beskrevs av Ernst Gottlieb von Steudel. Ranunculus megaphyllus ingår i släktet ranunkler, och familjen ranunkelväxter. Inga underarter finns listade i Catalogue of Life.